# Велино (станция, Смоленская область)
Велино —  станция в Смоленском районе Смоленской области России. Входит в состав Сметанинского сельского поселения. Население — 4 жителя (2007 год). 
Расположена в западной части области в 30 км к западу от Смоленска, в 2 км южнее автодороги М1 «Беларусь», на берегу реки Радовка. В 0,1 км южнее населённого пункта расположена железнодорожная станция Велино на линии Москва — Минск.

## История
В годы Великой Отечественной войны станция была оккупирована гитлеровскими войсками в июле 1941 года, освобождена в сентябре 1943 года. 